# Ruth Landshoff-Yorck
Ruth Landshoff-Yorck, geboren als Ruth Levy (Berlijn, 7 januari 1904 - New York, 19 januari 1966) was een Duits-Amerikaanse actrice, auteur, toneelschrijver, journaliste en vertaalster.
Begin jaren twintig speelde ze enkele rollen in film en theater, maar in 1927 koos ze voor een carrière als journalist, columnist en auteur. In het vrije Berlijn van de Weimarrepubliek maakte ze deel uit van de bohemien-gemeenschap en stond ze bekend als it-girl en Neue Frau die experimenteerde met genderrollen.
Na diverse relaties met mannen en vrouwen trouwde ze in 1930 met Friedrich David Graf Yorck von Wartenburg. Zeven jaar later liep het huwelijk stuk en emigreerde ze naar de Verenigde Staten. In New York werkte ze als spreekster voor Voice of America en schreef ze antifascistische stukken en artikelen over politieke emigratiekwesties. Vanaf de jaren zestig was ze betrokken bij kleinschalige theaterproducties en werkte ze tot haar dood in 1966 als toneelschrijver. In de 21ste eeuw werden enkele van haar ongepubliceerde romans uitgegeven, waardoor haar werk opnieuw aandacht kreeg.

## Jeugd
Ruth Landshoff-Yorck werd geboren op 7 januari 1904 in Berlijn als Ruth Levy. Ze was de dochter van ingenieur Edmund Levy en operazangeres Else Landshoff. Ze groeide op in Karlshorst in een Joods middenklassengezin met twee oudere broers. In haar vrije tijd volgde ze balletlessen.
Landshoff-Yorck was het nichtje van uitgever Samuel Fischer. Bij bezoeken aan zijn villa kwam ze als kind in contact met grootheden uit de literaire en culturele wereld, waaronder Hugo von Hofmannsthal, Alfred Kerr, Oskar Kokoschka, Gerhart Hauptmann en Thomas Mann. Ze beschreef deze ontmoetingen als: "beroemd zijn was gewoon een eigenschap, net als aardig of slim zijn, en een feit dat ons gedrag niet veranderde."

## Actrice
Nadat ze onderweg naar school was ontdekt door regisseur Friedrich Wilhelm Murnau, kreeg ze de rol van Annie Harding in de film Nosferatu, eine Symphonie des Grauens (1922). Murnau wist haar moeder te overtuigen haar aan de film te laten meewerken tijdens de schoolvakantie. Datzelfde jaar kreeg ze een kleine rol in de film Die Gezeichneten van Carl Theodor Dreyer. Ze startte met een toneelopleiding aan het Deutsches Theater in Berlijn bij theaterregisseur Max Reinhardt. Haar toelating tot de toneelopleiding was echter grotendeels te danken aan haar familiebanden. Geïnspireerd door Asta Nielsen knipte ze haar lange haar af als symbool van moderniteit en onafhankelijkheid. Haar foto's verschenen in diverse tijdschriften, waarna haar korte kapsel veelvuldig werd gekopieerd.
Na haar opleiding kreeg ze enkele kleine rollen in theaters in Wenen, Berlijn en Leipzig. Vanwege haar jonge leeftijd vroeg haar moeder aan acteur Jakob Tiedke om op haar dochter te letten. Volgens Landshoff-Yorck deed hij echter weinig met dat verzoek. Op zeventienjarige leeftijd werd ze verkracht door een kennis die haar eerder al avances had gemaakt, waarna ze een abortus onderging. Door deze ingreep kon ze geen kinderen meer krijgen. Ze stortte zich vervolgens met overgave op het Berlijnse nachtleven en zag de stad als een 'veeleisende liefdesaffaire'.

### Roerige jaren twintig
In 1924 kreeg ze een relatie met de zesentwintig jaar oudere dichter en toneelschrijver Karl Gustav Vollmoeller, die ze in 1921 had leren kennen. Samen reisden ze regelmatig door Europa. Via hem kwam ze in contact met vele prominente figuren uit het culturele leven. Ze ontmoette onder meer Klaus en Erika Mann, Gustaf Gründgens, Josephine Baker, Charlie Chaplin, Vladimir Horowitz, Rudolf Serkin en Serge Lifar. Er werden plannen gemaakt voor een revue van de Kamasoetra waarin Landshoff-Yorck zou optreden. Het bleef echter bij een klein privéoptreden in de salon van Vollmoeller aan de Pariser Platz door Landshoff-Yorck en Baker. Harry Graf Kessler omschreef Landshoff-Yorck, die tijdens het optreden was gekleed in een smoking, als 'oogverblindend knappe jongen' en Baker als 'een mooi roofdier'.
In 1926 kreeg Landshoff-Yorck een rol in het stuk Die Schule von Uznach oder neue Sachlichkeit van Carl Sternheim en trad op samen met de toen nog onbekende actrice Marlene Dietrich. Enkele jaren later droeg ze Dietrich aan regisseur Josef von Sternberg voor voor een rol in de film Der blaue Engel. Ze beschouwde zichzelf als degene die Dietrich had ontdekt, aangezien de actrice daarna internationaal doorbrak. Door het stuk leerde ze ook kostuum- en decorontwerper Mopsa Sternheim kennen, de dochter van Carl Sternheim. De twee woonden een tijd samen in Wenen en hadden een affaire.

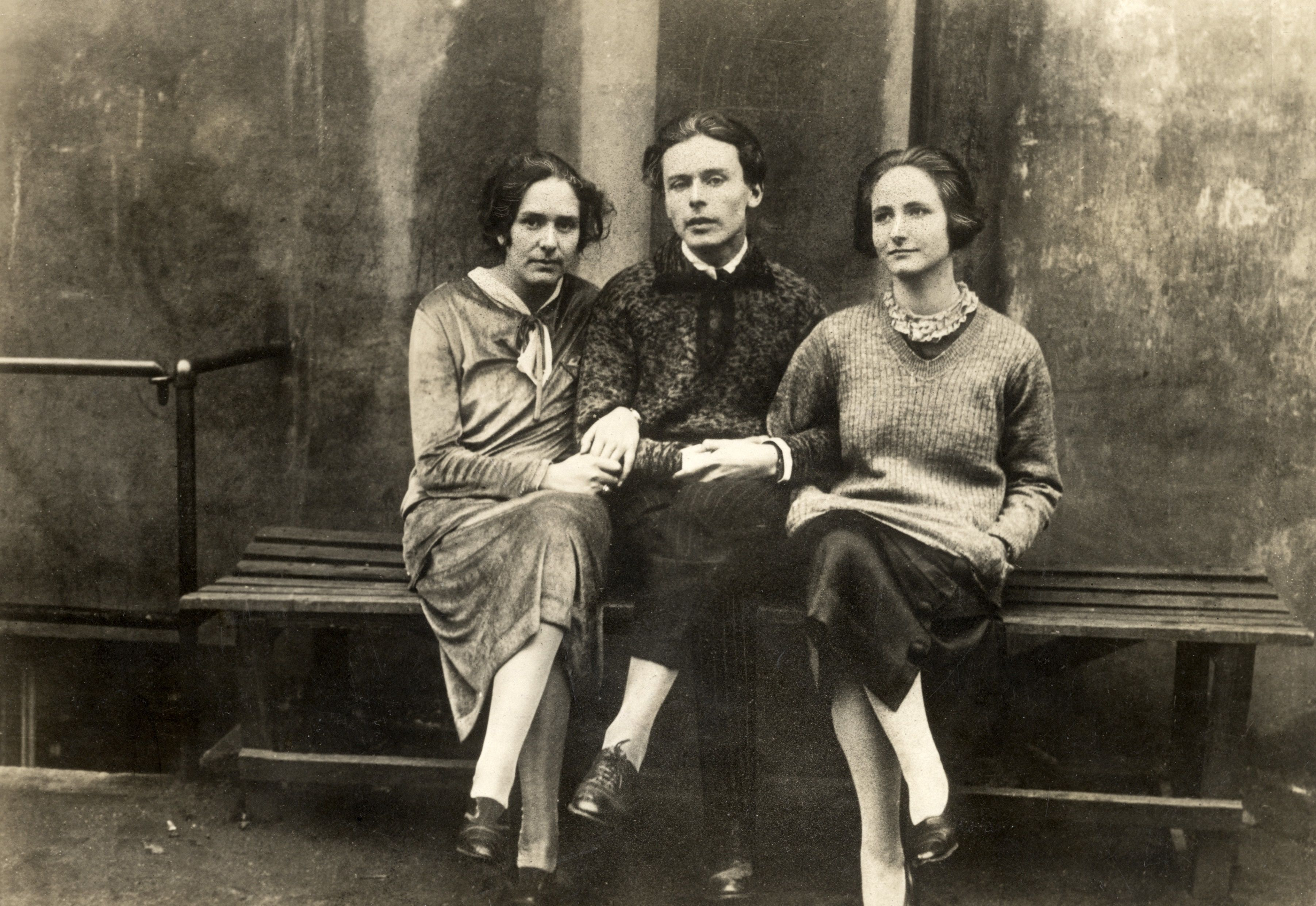
Van links naar rechts: Erika Mann, Klaus Mann en Pamela Wedekind (ca. 1925)

Landshoff-Yorcks ouderlijke woning aan de Berlijnse Lützowstraße groeide in de tussentijd uit tot een ontmoetingsplek voor kinderen van kunstenaars en intellectuelen, die zelf ook op het pad richting succes zaten. Ze was onder meer goed bevriend met de homoseksuele cellist Francesco von Mendelssohn, bekend als glamourboy van de Berlijnse homoscene, die enkele huizen verderop woonde. Samen deden ze aan crossdressing om opdringerige aanbidders af te schudden. Daarnaast vormde ze een vriendengroep met onder anderen Mopsa Sternheim, fotografe Marianne Breslauer, fotografe en schrijfster Annemarie Schwarzenbach, schrijvers Erika en Klaus Mann, en actrice Pamela Wedekind. Later nam Landshoff-Yorck meer afstand van de groep, omdat ze zich niet kon vinden in het vele drugsgebruik en omdat ze in die jaren weinig interesse had in politiek.

## Auteur

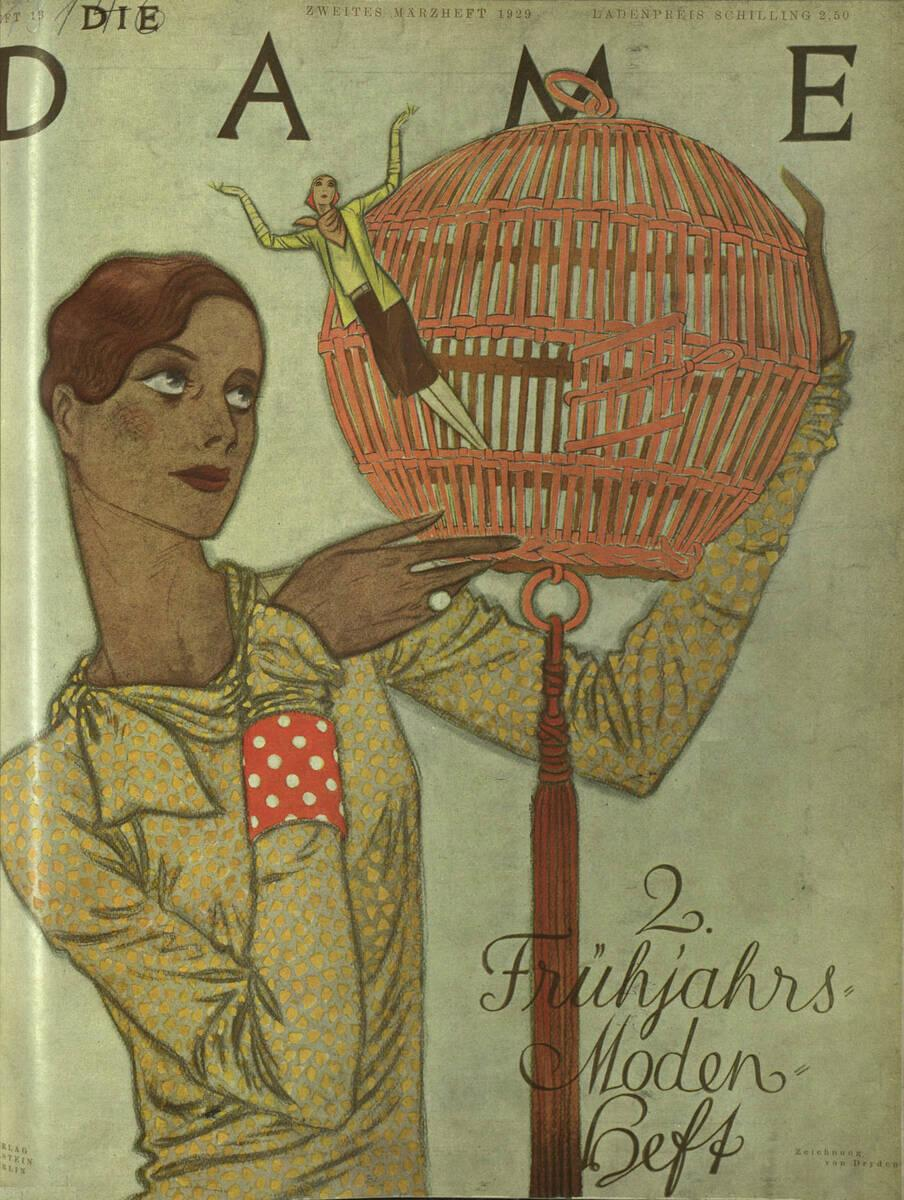
Voorblad van Die Dame (1929)

Landshoff-Yorck beschouwde zichzelf als weinig getalenteerd als actrice en verkende verschillende creatieve disciplines, totdat ze uiteindelijk haar weg vond naar het schrijven. Op een feestje in 1927 ontmoette ze Kurt Korff, die voor Ullstein Verlag werkte en haar aanbood voor de uitgeverij te gaan schrijven. Naar eigen zeggen kreeg zij van hem haar 'eerste opdracht voor een artikel in Die Dame nog voordat ik ooit iets anders dan liefdesgedichten had geschreven'. Daarna schreef ze 'gewoon wat in [haar] opkwam' en dat 'alles ergens werd gepubliceerd'.
Haar eerste publicatie verscheen in het novembernummer van het geïllustreerde modeblad Die Dame van 1927. Drie jaar lang werkte ze als journaliste en columniste voor tijdschriften zoals de Duitse uitgave van Vogue, Sport und Bild, Berliner Illustrirte Zeitung, Tempo, Das Magazin en Literarische Welt over uiteenlopende onderwerpen zoals liefde, flirten, mode, auto's en het nachtleven die goed werden ontvangen.

### Neue Frau

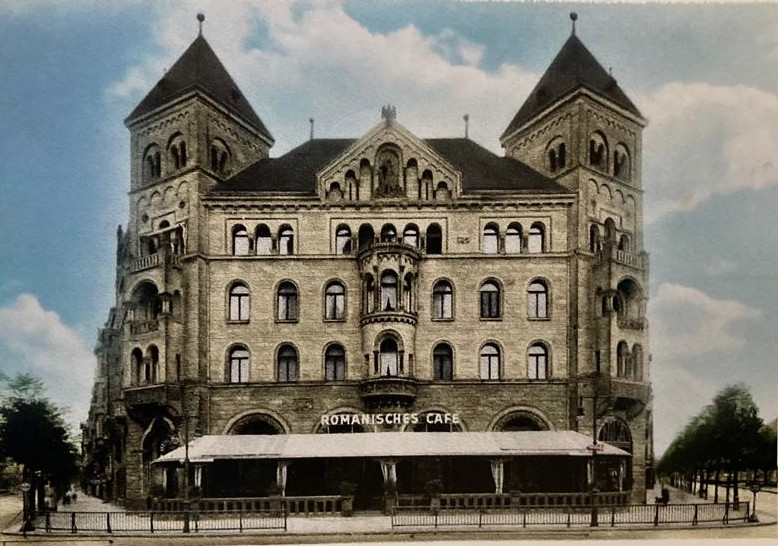
Romanisches Café, op de Auguste-Viktoria-Platz, thans Breitscheidplatz (omstreeks 1900).

Een van de onderwerpen die ze regelmatig aanhaalde was dat van de Neue Frau ('nieuwe vrouw'): een cultureel en sociaal ideaalbeeld van de moderne, onafhankelijke vrouw waartoe ze zelf ook behoorde. Zelf zei ze hierover: 'Wij geloven niet dat het nodig is om modern te zijn, maar we geloven wel dat het belangrijk is om gelukkig te zijn.' In de jaren twintig was ze uitgegroeid tot een bekend persoon in de Berlijnse bohemien-gemeenschap. Ze werd beschouwd als een it-girl, was financieel onafhankelijk, stond bekend om haar knappe uiterlijk, kleedde zich androgyn in de garçonne-stijl, experimenteerde met genderrollen en droeg haar haar in een korte Eton crop. In haar vrije tijd reisde ze door Europa, reed ze motor en ze was een van de eerste vrouwen in Berlijn die auto reed. Ze veranderde haar achternaam 'Levy' naar 'Landshoff', de geboortenaam van haar moeder, en spelde haar naam als 'Rut', naar eigen zeggen zonder de 'overbodige h'. Naast dat ze zelf societyreporter was, werd ook veelvuldig over haar geschreven.
In haar vrije tijd was ze vaste klant in het Berlijnse Romanisches Café. Auteur Georg Zivier schreef over zijn herinneringen aan Landshoff-Yorck en het café: 'Ruth Landshoff werd geschilderd, aanbeden, bemind en vertroeteld. Wanneer ze verscheen, werden de slimste mannen dom, de spraakzamen stil, en de stamelenden welbespraakt. Psychosen en zelfmoordpogingen van afgewezenen markeerden het pad van dit mooie meisje; gelukkig geen voltooide zelfmoorden.'

### Literair werk
In 1929 publiceerde ze in eigen uitgave haar eerste poëziebundel, bestaande uit zes gedichten en zes illustraties, getiteld Das Wehrhafte Mädchen. Er werden honderd kopieën van het boek gedrukt, dat ze uitdeelde onder haar vrienden. Het jaar daarna werd haar eerste roman getiteld Die Vielen und der Eine uitgegeven door uitgeverij Rowohlt. Het boek vertelt het verhaal van een jonge Berlijnse journaliste die in de Verenigde Staten de Amerikaanse samenleving verkent en zich onder meer onderdompelt in de homoseksuele subcultuur van New York. De hoofdpersoon in de roman heeft veel overeenkomsten met Landshoff-Yorck, zelf zei ze hierover: De heldin leek waarschijnlijk erg op mij in die gelukkige dagen – zorgeloos, dapper, nieuwsgierig naar het leven en verliefd op de wereld en haar schoonheid.
In 1930 gingen Landshoff-Yorck en Vollmoeller uit elkaar. Na een kortstondige verloving met de homoseksuele cellist Francesco von Mendelsohn, trouwde ze eind 1930 met de bankier Friedrich David Graf Yorck von Wartenburg. Het huwelijk was waarschijnlijk een verstandshuwelijk om zijn homoseksualiteit te verbergen. Zij en haar echtgenoot waren goed bevriend met het echtpaar Elsa 'Jack' von Reppert-Bismarck en Jörg von Reppert-Bismarck. Hun vriendschap was onderwerp van een verhaal in het tijdschrift Das Leben. Datzelfde jaar speelde ze de rol van Margitta in de film Die zwölfte Stunde. Dit was tevens haar laatste filmoptreden.
Vanaf het einde van 1932 verbleef ze regelmatig in het zuiden van Frankrijk en Italië, maar reisde regelmatig terug naar Berlijn waar haar ouders woonden. Landshoff-Yorck had bij uitgeverij Rowohlt een contract voor zeven boeken bij de uitgeverij, maar haar tweede en derde boek, getiteld Die Schatzsucher von Venedig (1932) en Roman einer Tänzerin (1933), zouden in 1933 werden gepubliceerd, maar werden niet gedrukt. Dit had zowel te maken met Landshoff-Yorcks Joodse afkomst alsmede met haar politieke opvattingen en de radicale ideeën over seksualiteit en gender in haar werken. De laatste tekst die ze publiceerde in Duitsland was een verslag over een reis naar Italië getiteld Entscheidender Augenblick dat werd gepubliceerd in Die Dame.

## Ballingschap
In 1937 scheidde ze van haar echtgenoot en in maart van dat jaar emigreerde ze naar de Verenigde Staten. Met hulp van actrice Helen Hayes kreeg ze een verblijfsvergunning. Ze vestigde zich in New York waar ze bekend stond als 'verbannen gravin'. Ze ging weinig om met andere Duitsers, maar leerde snel Engels en kwam in contact met literaire kringen. In de Verenigde Staten ontpopte ze zich tot antifascist en werkte vanaf 1942 als spreekster bij Voice of America; een radiozender die tevens in nazi-Duitsland te ontvangen was. Ze schreef antinazistische hoorspelen en stukken voor Amerikaanse tijdschriften over politieke emigratiekwesties. Daarnaast werkte ze voor de Office of War Information waar het Amerikaanse publiek geïnformeerd werd over de oorlogsinspanningen. In 1939 publiceerde ze, anoniem, in samenwerking met Dean S. Jennings en David Malcolmson de roman The Man who killed Hitler. Het boek zorgde voor grote ophef, waarna Amerikaanse nazi's de uitgever ontvoerden in een poging verdere verspreiding van het boek te voorkomen. Enkele jaren daarna publiceerde Landshoff-York de antifascistische roman Sixty to Go (1944) gevolgd door Lili Marlene. An Intimate Diary in 1945. Na de Tweede Wereldoorlog werden fragmenten uit Lili Marlene. An Intimate Diary in Duitsland op de radio uitgezonden als onderdeel van het Amerikaanse "heropvoedingsprogramma". Hoewel het boek een bestseller werd, lukte het haar niet om opnieuw door te breken als auteur.
In de jaren vijftig werd het steeds lastiger voor Landshoff-Yorck om te schrijven. Ze schreef zowel in het Engels als Duits, maar doordat ze Duitsland reeds lange tijd had verlaten, was haar Duitse taalvaardigheid afgenomen en had ze moeite met Duitse syntaxis, spelling en idiomen, en gebruikte ze veel anglicismen. Landshoff-Yorck keerde enkele malen terug naar Europa voor bezoeken, maar vestigde zich permanent in de Verenigde Staten en kreeg de Amerikaanse nationaliteit. Over een bezoek aan Duitsland zei ze: Meestal als ik zeg dat ik het leuk vind om hier te zijn, kijken mensen teleurgesteld en verwijtend. Alsof ik ze iets ontzeg waar ze denken recht op te hebben: medelijden, bijvoorbeeld. Dat is natuurlijk onzin. Immers, de goede dingen zien en opmerken betekent niet dat je de trieste dingen over het hoofd ziet.

### Off-off-Broadway
Begin jaren zestig maakte ze de overstap naar het schrijven voor theater en werd salondame in de homoseksuele kunstscene. In New York ging ze regelmatig naar homoclubs en was bevriend met kunstenaars en intellectuelen. Als toneelschrijfster schreef ze stukken over thema's als racisme, emancipatie en homofobie.
In de jaren zestig was ze betrokken bij de alternatieve theaterscene, bekend als Off-off-Broadway, in New York. Ze was onder meer verbonden aan de Experimental Theatre Club La MaMa die in 1961 werd opgericht door theaterregisseur Ellen Steward. Ze hielp hen onder meer bij het organiseren van reizen en tournees naar Europa. Landshoff-Yorck ontwikkelde zich tot een belangrijke mentor en theaterschrijfster voor Off-off-Broadway. Ze startte een salon waar ze schrijvers, waaronder Günther Grass en Uwe Johnson, en uitgevers uit Europa en de Verenigde Staten met elkaar in contact bracht. Hierbij maakte ze gebruik van haar vele contacten, waaronder met de uitgeverij Fischer.
In 1963 publiceerde ze het autobiografische boek Klatsch, Ruhm und kleine Feuer waarin ze vertelt over haar ontmoetingen met onder anderen Charlie Chaplin, Oskar Kokoschka, Harry Graf Kessler, Annemarie Schwarzenbach, André Gide, Carson McCullers, Ernst Toller, Paul Valéry, Jean-Paul Sartre en Thornton Wilder. Ze stond bekend als 'poet lady van Greenwich Village', maar de meeste van haar werken werden geweigerd door uitgeverijen vanwege hun progressieve onderwerpen. Slechts enkele van haar werken werden in Duitsland, de Verenigde Staten en het Verenigd Koninkrijk gepubliceerd. Ze woonde in een woning zonder warm stromend water en leefde in armoede. Ze werd financieel ondersteund door vrienden, waaronder Marlene Dietrich. In de laatste jaren van haar leven leed ze aan een depressie, waarvoor ze hulp zocht bij dokter Max Jacobson, die bekend stond als Dr. Feelgood. Jaren later, na de dood van Landshoff-Yorck, kwam aan het licht dat hij zijn patiënten sterke stimulerende middelen gaf die mogelijk een negatieve invloed hadden op hun gezondheid.

### Overlijden
Op 19 januari 1966 bezocht Landshoff-Yorck samen met haar vriendin, theaterregisseur Ellen Steward, het stuk Marat/Sade van Peter Weiss in het Martin Beck Theatre op Broadway. Het stuk gaat over patiënten uit een psychiatrische inrichting, en de acteurs liepen voor de aanvang van het stuk verkleed als patiënten door de foyer. Nadat de bel voor de start van de voorstelling klonk, kreeg Landshoff-Yorck een hartaanval in de foyer en zakte ze in elkaar. Steward riep om een dokter, maar het publiek dacht dat het onderdeel was van het te starten theaterstuk. Kort daarna werd Landshoff-Yorck door een arts doodverklaard. Ze werd 62 jaar oud.

## Werken

### Theaterstukken
- Lullaby For A Dying Man (1964)
- Happening At The Cafe (1964)
- Love Song For Mrs Boas (1965)
- Bang (1965), sketch